# Eficácia
A eficácia mede a relação entre o efeito da ação, e os objetivos pretendidos.
A relação entre a eficácia e a eficiência é complexa, porque é uma relação indireta. A eficácia é uma afirmação independente, enquanto a eficiência é uma condição, que nem sempre está atrelada à eficácia.
Ou seja, eficiência tem a ver com dinamismo e rapidez e eficácia tem a ver com durabilidade e qualidade
```
Por exemplo:
```

"Antibióticos são eficazes contra infecções (Afirmação). Para que sejam eficientes, devem ser tomados nos períodos adequados (Condição)."